# Großsteingrab Sirksfelde
Das Großsteingrab Sirksfelde ist eine megalithische Grabanlage der jungsteinzeitlichen Nordgruppe der Trichterbecherkultur bei Sirksfelde im Kreis Herzogtum Lauenburg in Schleswig-Holstein.

## Lage
Das Grab befindet sich nordwestlich des Orts im Norden des Waldgebiets Sirksfelder Zuschlag am Ende eines Waldwegs. In der näheren Umgebung liegen mehrere Grabhügel.

## Forschungsgeschichte
Karl Kersten nahm die Anlage in seiner 1951 erschienenen Monografie zu den vor- und frühgeschichtlichen Denkmälern des Kreises Herzogtum Lauenburg unter der Nummer Sirksfelde LA 4 auf. Ernst Sprockhoff führte sie in seinem 1966 erschienenen Atlas der Megalithgräber Deutschlands irrtümlich als zerstört.

## Beschreibung
Die Anlage besitzt ein nordost-südwestlich orientiertes Hünenbett mit abgesetzten Rändern. Seine Länge beträgt 46,5 m, seine Breite 27 m und die erhaltene Höhe 2,05 m. Kersten fand an den Rändern noch mehrere Findlinge vor, bei denen es sich wohl um Umfassungssteine handelt. Auf der Hügelschüttung liegt in der Mitte des Hünenbetts ein einzelner flacher, gesprengter Findling mit einem Durchmesser von etwa 2 m. Vermutlich handelt es sich um den Rest einer zerstörten Grabkammer.